# Primaires présidentielles aux États-Unis

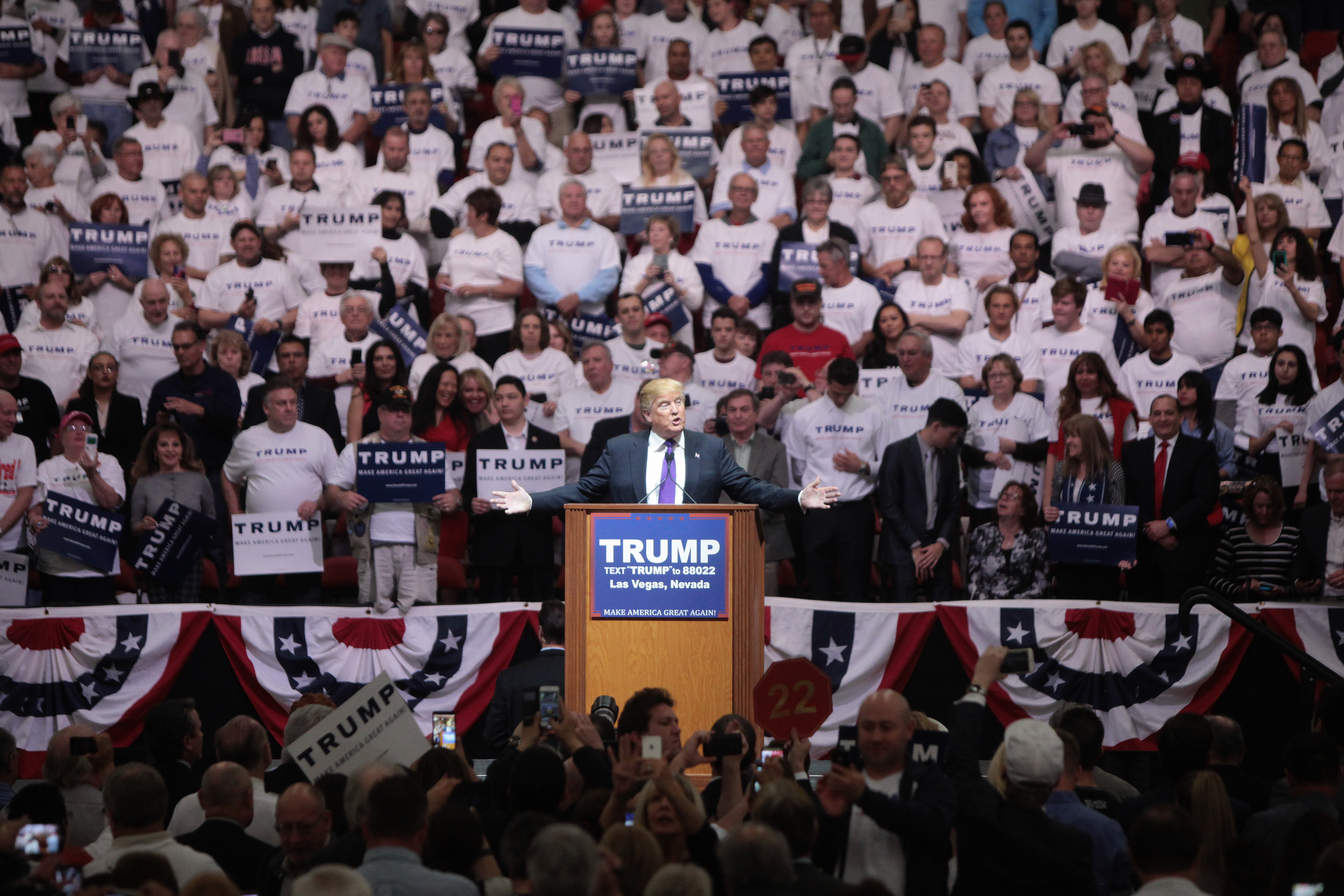
Donald Trump faisant campagne à Las Vegas, dans le Nevada, dans le cadre des primaires présidentielles du Parti républicain, le 26 février 2016.

L'ensemble des primaires et caucus (en anglais : United States presidential primary), qui se tiennent dans chaque État des États-Unis, font partie du mécanisme de désignation du candidat d'un parti à l'élection présidentielle américaine.
Ce processus ne figure pas dans la Constitution des États-Unis. Il a été développé au fil du temps par les différents partis politiques. À l'intérieur des États sont organisées soit des primaires, soit simplement des caucus, soit une combinaison des deux. Ils ont lieu entre février et juin de l'année de l'élection présidentielle, - laquelle a lieu en novembre -, et sont suivis par les conventions nationales de chaque parti. Alors que les primaires sont organisées par les États et les communautés locales, les caucus le sont directement par les partis politiques. Dans les deux cas, ce sont des élections indirectes : les participants n'élisent pas directement un candidat, mais leur vote détermine le nombre de délégués, liés par un serment, qui iront à la convention nationale du parti concerné voter effectivement pour chacun des candidats. Les participants à ces primaires et caucus sont des membres du parti concerné, auxquels peuvent se joindre, selon les États et les partis, des non-membres du parti.

## Fonctionnement
Les partis décident eux-mêmes du nombre de délégués de chaque État, qui est représentatif de leur population. Pour le Parti démocrate, en plus des représentants élus, des super délégués, participent également à l'élection lors de la convention. Ces super délégués sont actuellement en majeure partie des membres du gouvernement et des dirigeants du parti, qui eux ne prêtent pas serment et votent donc à leur guise.
L'étalement des élections sur une durée importante conduit à des controverses sur ce mode de sélection. Son avantage majeur est que les candidats peuvent s'occuper des États un par un au lieu de faire des campagnes simultanées. Cependant, les États dont les primaires se déroulent dans la deuxième moitié de la période ont la plupart du temps une importance mineure, le résultat étant le plus souvent déjà décidé. Il y a ainsi une volonté de la plupart des États de se placer en tête de la course : en 1920, le New Hampshire est le premier État a tenir une primaire (et obtient son nom de « First in the Nation »). En 1979, la législature de l'État du New Hampshire vote une loi qui fixe la date de la primaire dans cet État avant toutes les autres primaires du pays. Mais comme l'Iowa organise un caucus et non une primaire, il garde sa première place dans l'ordre global.
En 2023, le Parti démocrate change l'ordre des primaires car l'Iowa et le New Hampshire, États peu peuplés et très majoritairement de blancs (à plus de 90 %), représentent peu la démographie des États-Unis. La Caroline du Sud est choisie pour être la première primaire au niveau national, suivie par le New Hampshire et le Nevada quelques jours plus tard en février et l'Iowa voterait avec la grande partie des États, en mars. Néanmoins les démocrates du New Hampshire menacent, pour suivre la loi de leur État, de tenir leur primaire avant celle de Caroline du Sud lors des primaires présidentielles démocrates de 2024.

## Historique
Le rôle des partis politiques n'est pas identifié dans la Constitution des États-Unis. Les Pères fondateurs ne veulent pas à l'origine que la politique américaine soit partisane. Dans les Federalist Papers Alexander Hamilton et James Madison ont dénoncé les dangers des factions politiques nationales. Aussi, lors des deux premières élections présidentielles, le collège électoral a géré directement les nominations et les votes en 1789 et 1792 qui ont désigné George Washington. Le système bipartite américain a alors émergé du cercle immédiat des conseillers de Washington. Hamilton et Madison, qui étaient opposés aux factions politiques dans les Federalist Papers susmentionnés, ont fini par être les principaux artisans et leaders du système : Hamilton est devenu le leader du Parti fédéraliste tandis que Madison a codirigé le Parti républicain-démocrate avec Thomas Jefferson.
À partir de l'élection de 1796, les représentants des partis de la législature d'État choisissent leurs candidats à la présidence. Avant 1820, les membres démocrates républicains du Congrès nominaient un candidat unique pour leur parti. Ce système s'est effondré en 1824, et depuis 1832 le mécanisme généralement adopté pour la nomination est une convention nationale pour chaque parti.